# 10号 (梁漢文のアルバム)
『10号』（じゅうごう）は、エドモンド・リョンの15枚目のオリジナルアルバム。2003年5月16日発売。

## 収録曲
（全作詞：林夕）

### Disc 1
1. 零対零 (零比零)
  - 作曲・編曲：王雙駿
2. 1時間の写真プリント (一小時沖印)
  - 作曲：梁漢文/編曲：Ted Lo
3. 二目惚れ (二見鍾情)
  - 作曲・編曲：陳輝陽
4. 三宅一生
  - 作曲：梁漢文/編曲：王雙駿
5. ビートルズ (披頭四)
  - 作曲・編曲：雷頌德
6. 501
  - 作曲・編曲：伍樂城
7. 666
  - 作曲・編曲：伍樂城
8. 七人の小人 (七友)
  - 作曲・編曲：雷頌德
9. 八
  - 作曲・編曲：陳輝陽
10. 九九九
  - 作曲・編曲：王雙駿

### Disc 2 (Bonus CD)
1. 七人の小人 (合唱曲) (七友合唱版)
  - デニス・ホー、ミリアム・ヨン、キャンディ・ロー、アンディ・ホイ、ウィリアム・ソー、エディー・ンと共に合唱